# Thomas Cartwright (évêque)
Thomas Cartwright (1634–1689) est un évêque et chroniqueur anglais, connu comme un partisan de Jacques II .

## Biographie
Il est né et va à l'école à Northampton, et étudie à l'Université d'Oxford, d'abord au Magdalen Hall, puis au Queen's College où il a Thomas Tully comme professeur. Il est ordonné par Robert Skinner ,.
Il est vicaire de Walthamstow de 1658 à 1662 . En 1660, il est nommé vicaire de Barking par la Couronne . Il devient un ardent partisan de la monarchie à la Restauration et est nommé doyen de Durham en 1672 .
Il est nommé évêque de Chester en 1686 par Jacques II, dont il est le pasteur anglican préféré. La nomination cause beaucoup de scandale, du fait d'une moralité controversée. Il devient membre de la Commission ecclésiastique du roi . En octobre 1687, il est l'un des trois commissaires royaux, avec Robert Wright et Sir Thomas Jenner, envoyés au Magdalen College d'Oxford . Ils renvoient tous les membres, sauf trois.
Après la Glorieuse Révolution il suit Jacques II en exil . Il meurt à Dublin, de dysenterie, et est enterré à Christ Church, Dublin. Malgré sa tolérance notoire à l'égard de la foi catholique romaine, il refuse fermement de se convertir à cette communion sur son lit de mort .

## Famille
Cartwright épouse une femme nommée Wight, par qui il a une nombreuse famille. Son fils aîné, John, est dans les ordres sacrés et obtient la promotion par l'influence de son père. Cinq autres fils, Richard, Gervas, Charles, Thomas, Henry, et deux filles, Alicia et Sarah, sont mentionnés dans le journal de Cartwright.